# Hogeschool Telemark
De Hogeschool Telemark (Noors: Høgskolen i Telemark, afkorting: HiT) is een Noorse hogeschool met vestigingen in de steden Bø, Notodden, Porsgrunn en Rauland (gemeente Vinje). Al de locaties liggen in de provincie Telemark. Op de Hogeschool Telemark wordt gebruikgemaakt van het European Credit Transfer System (studiepunten).
De hogeschool is opgedeeld in een viertal faculteiten:
- Faculteit voor algemene wetenschappen (Bø)
- Faculteit voor kunst, volkscultuur en lerarenopleiding (Notodden en Rauland)
- Faculteit voor gezondheid en sociale wetenschappen (Porsgrunn)
- Faculteit voor technologie (Porsgrunn)